# Objeto matemático

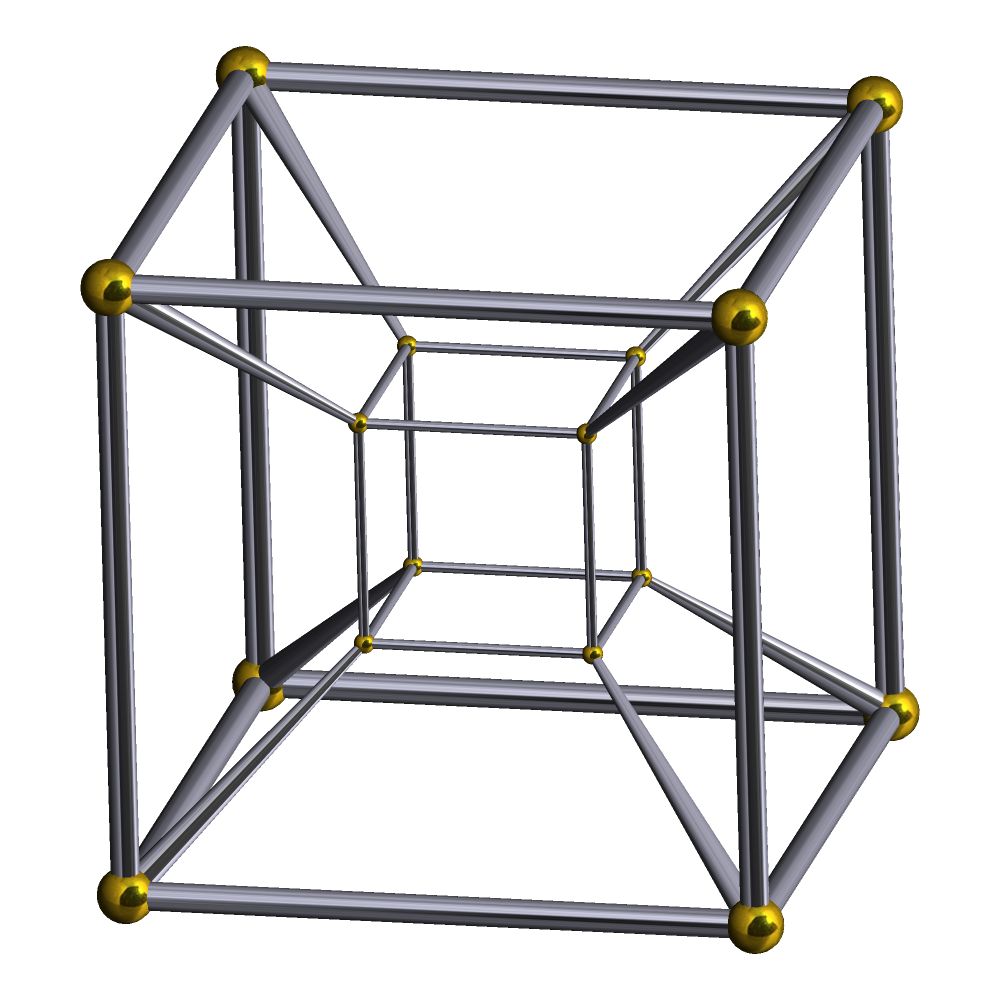
Diagrama de Schlegel, proyección tridimensional del teseracto.

Un objeto matemático es un objeto abstracto estudiado en matemáticas. Algunos ejemplos típicos de objetos matemáticos son los números, conjuntos, funciones y figuras geométricas. La existencia y naturaleza de los objetos matemáticos es materia de debate en la filosofía de la matemática y ha dado lugar a corrientes de pensamiento como el logicismo, el platonismo matemático y el formalismo matemático.
En filosofía de las matemáticas, el concepto de "objetos matemáticos" toca temas de existencia, identidad y naturaleza de la realidad. En metafísica, los objetos suelen considerarse entidades que poseen propiedades y pueden mantener diversas relaciones entre sí. Los filósofos debaten si los objetos matemáticos tienen una existencia independiente fuera del pensamiento humano (realismo), o si su existencia depende de construcciones mentales o del lenguaje (idealismo y nominalismo). Los objetos pueden variar desde lo concreto, como los objetos físicos que suelen estudiarse en matemáticas aplicadas, hasta lo abstracto, que se estudia en matemáticas puras. Lo que constituye un "objeto" es fundamental para muchas áreas de la filosofía, desde la ontología (el estudio del ser) hasta la epistemología (el estudio del conocimiento). En matemáticas, los objetos suelen considerarse entidades que existen independientemente del mundo físico, lo que plantea preguntas sobre su estatus ontológico. Hay distintas escuelas de pensamiento que ofrecen diferentes perspectivas sobre el tema, y muchos matemáticos y filósofos famosos tienen opiniones diferentes sobre cuál es más correcta.

## En filosofía de las matemáticas

### Indispensabilidad de Quine-Putnam
La indispensabilidad de Quine-Putnam es un argumento a favor de la existencia de objetos matemáticos basado en su eficacia irrazonable en las ciencias naturales. Cada rama de la ciencia se basa en gran medida en áreas amplias y a menudo muy diferentes de las matemáticas. Desde el uso de los espacios de Hilbert en la física en la mecánica cuántica y la geometría diferencial en la relatividad general hasta el uso de la teoría del caos y la combinatoria en la biología (ver biología matemática), las matemáticas no sólo ayudan con las predicciones, sino que permiten que estas áreas tengan un lenguaje elegante para expresar estas ideas. Además, es difícil imaginar cómo áreas como la mecánica cuántica y la relatividad general podrían haberse desarrollado sin la ayuda de las matemáticas y, por lo tanto, se podría argumentar que las matemáticas son indispensables para estas teorías. Es debido a esta irrazonable eficacia e indispensabilidad de las matemáticas que los filósofos Willard Quine y Hilary Putnam sostienen que deberíamos creer que los objetos matemáticos de los que dependen estas teorías realmente existen, es decir, deberíamos tener un compromiso ontológico con ellos. El argumento se describe mediante el siguiente silogismo: 
- Premisa 1: Debemos tener un compromiso ontológico con todas y sólo las entidades que son indispensables para nuestras mejores teorías científicas.
- Premisa 2: Las entidades matemáticas son indispensables para nuestras mejores teorías científicas.
- Conclusión: Deberíamos tener un compromiso ontológico con las entidades matemáticas.

Este argumento resuena con una filosofía en matemáticas aplicadas llamada naturalismo  (o a veces predicativismo)  que establece que los únicos estándares autorizados sobre la existencia son los de la ciencia.

### Escuelas de pensamiento

#### Platonismo

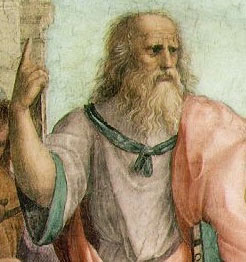
Platón representado en La Escuela de Atenas de Rafael Sanzio.

El platonismo afirma que los objetos matemáticos son vistos como entidades reales y abstractas que existen independientemente del pensamiento humano, a menudo en algún ámbito platónico. Así como existen objetos físicos como los electrones y los planetas, también existen los números y los conjuntos. Y así como las afirmaciones sobre los electrones y los planetas son verdaderas o falsas en la medida en que estos objetos contienen propiedades perfectamente objetivas, también lo son las afirmaciones sobre los números y los conjuntos. Los matemáticos descubren estos objetos en lugar de inventarlos. (Véase también: Platonismo matemático)
Algunos platónicos notables incluyen:
- Platón: El antiguo filósofo griego que, aunque no era matemático, sentó las bases del platonismo al postular la existencia de un reino abstracto de formas o ideas perfectas, lo que influyó en pensadores posteriores en matemáticas.
- Kurt Gödel: lógico y matemático del siglo XX, Gödel fue un firme defensor del platonismo matemático, y su trabajo en la teoría de modelos fue una gran influencia en el platonismo moderno.
- Roger Penrose: físico matemático contemporáneo, Penrose ha defendido una visión platónica de las matemáticas, sugiriendo que las verdades matemáticas existen en un ámbito de realidad abstracta que descubrimos.[12]

#### Nominalismo
El nominalismo niega la existencia independiente de los objetos matemáticos. Más bien, sugiere que son meras ficciones convenientes o abreviaturas para describir relaciones y estructuras dentro de nuestro lenguaje y nuestras teorías. Desde este punto de vista, los objetos matemáticos no tienen existencia más allá de los símbolos y conceptos que utilizamos.
Algunos nominalistas notables incluyen:
- Nelson Goodman: Filósofo conocido por su trabajo en la filosofía de la ciencia y el nominalismo. Argumentó contra la existencia de objetos abstractos, proponiendo en cambio que los objetos matemáticos son meramente un producto de nuestras convenciones lingüísticas y simbólicas.
- Hartry Field: Filósofo contemporáneo que desarrolló una forma de nominalismo denominada "ficcionalismo", que sostiene que los enunciados matemáticos son ficciones útiles que no corresponden a ningún objeto abstracto real.[15]

#### Logicismo
El logicismo afirma que todas las verdades matemáticas pueden reducirse a verdades lógicas y que todos los objetos que forman el contenido de esas ramas de las matemáticas son objetos lógicos. En otras palabras, las matemáticas son fundamentalmente una rama de la lógica, y todos los conceptos, teoremas y verdades matemáticas pueden derivarse de principios y definiciones puramente lógicas. El logicismo enfrentó desafíos, particularmente con los axiomas russilianos, el axioma multiplicativo (ahora llamado axioma de elección ) y su axioma de infinito, y más tarde con el descubrimiento de los teoremas de incompletitud de Gödel, que mostraron que cualquier sistema formal suficientemente poderoso (como los utilizados para expresar la aritmética) no puede ser a la vez completo y consistente. Esto significaba que no todas las verdades matemáticas podían derivarse puramente de un sistema lógico, lo que socavaba el programa logicista.
Algunos logicistas notables incluyen:
- Gottlob Frege: Frege es considerado a menudo el fundador del logicismo. En su obra Grundgesetze der Arithmetik (Leyes básicas de la aritmética), Frege intentó demostrar que la aritmética podía derivarse de axiomas lógicos. Desarrolló un sistema formal que pretendía expresar toda la aritmética en términos de lógica. El trabajo de Frege sentó las bases para gran parte de la lógica moderna y fue muy influyente, aunque encontró dificultades, la más notable de las cuales fue la paradoja de Russell, que reveló inconsistencias en el sistema de Frege.[17]
- Bertrand Russell: Russell, junto con Alfred North Whitehead, desarrolló aún más el logicismo en su monumental obra Principia Mathematica. Intentaron derivar todas las matemáticas a partir de un conjunto de axiomas lógicos, utilizando una teoría de tipos para evitar las paradojas que encontraba el sistema de Frege. Aunque los Principia Mathematica tuvieron una enorme influencia, el esfuerzo por reducir todas las matemáticas a la lógica fue considerado en última instancia como incompleto. Sin embargo, sí impulsó el desarrollo de la lógica matemática y la filosofía analítica.[18]

#### Formalismo
El formalismo matemático trata a los objetos como símbolos dentro de un sistema formal. La atención se centra en la manipulación de estos símbolos según reglas específicas, más que en los objetos en sí. Una comprensión común del formalismo considera que las matemáticas no son un cuerpo de proposiciones que representan una parte abstracta de la realidad, sino que son mucho más parecidas a un juego, que no conlleva mayor compromiso ontológico de objetos o propiedades que jugar al parchís o al ajedrez. Desde este punto de vista, las matemáticas tratan de la consistencia de los sistemas formales más que del descubrimiento de objetos preexistentes. Algunos filósofos consideran que el logicismo es un tipo de formalismo.
Algunos formalistas notables incluyen:
- David Hilbert: matemático destacado de principios del siglo XX, Hilbert es uno de los defensores más destacados del formalismo como fundamento de las matemáticas (véase el programa de Hilbert). Creía que las matemáticas son un sistema de reglas formales y que su verdad reside en la consistencia de estas reglas más que en cualquier conexión con una realidad abstracta.[20]
- Hermann Weyl: matemático y filósofo alemán que, aunque no era estrictamente un formalista, contribuyó a las ideas formalistas, particularmente en su trabajo sobre los fundamentos de las matemáticas.[21] Freeman Dyson escribió que sólo Weyl podía compararse con los "últimos grandes matemáticos universales del siglo XIX", Henri Poincaré y David Hilbert.[22]

#### Constructivismo
El constructivismo matemático afirma que es necesario encontrar (o "construir") un ejemplo específico de un objeto matemático para demostrar que existe un ejemplo. Por el contrario, en las matemáticas clásicas, se puede probar la existencia de un objeto matemático sin "encontrar" ese objeto explícitamente, asumiendo su no existencia y luego derivando una contradicción de esa suposición. Una prueba por contradicción de este tipo podría considerarse no constructiva y un constructivista podría rechazarla. El punto de vista constructivo implica una interpretación verificacional del cuantificador existencial, lo cual está en desacuerdo con su interpretación clásica. Existen muchas formas de constructivismo. Entre ellos se incluyen el programa de intuicionismo de Brouwer, el finitismo de Hilbert y Bernays, las matemáticas recursivas constructivas de los matemáticos Shanin y Markov, y el programa de análisis constructivo de Bishop. El constructivismo también incluye el estudio de teorías de conjuntos constructivos como el Zermelo-Fraenkel constructivo y el estudio de la filosofía.
Algunos constructivistas notables incluyen:
- L. E. J. Brouwer: matemático y filósofo holandés considerado uno de los más grandes matemáticos del siglo XX, conocido (entre otras cosas) por ser pionero del movimiento intuicionista hacia la lógica matemática y por oponerse al movimiento formalista de David Hilbert (véase: controversia Brouwer-Hilbert).
- Errett Bishop: matemático estadounidense conocido por su trabajo sobre análisis. Es más conocido por desarrollar el análisis constructivo en su libro Fundamentos del análisis constructivo de 1967, donde demostró la mayoría de los teoremas importantes en el análisis real utilizando métodos constructivistas.

#### Estructuralismo
El estructuralismo sugiere que los objetos matemáticos se definen por su lugar dentro de una estructura o sistema. La naturaleza de un número, por ejemplo, no está ligada a ninguna cosa en particular, sino a su papel dentro del sistema de la aritmética. En cierto sentido, la tesis es que los objetos matemáticos (si existen tales objetos) simplemente no tienen naturaleza intrínseca.
Algunos estructuralistas notables incluyen:
- Paul Benacerraf: Filósofo conocido por su trabajo en la filosofía de las matemáticas, particularmente su artículo "What Numbers Could Not Be", que aboga por una visión estructuralista de los objetos matemáticos.
- Stewart Shapiro: Otro filósofo destacado que ha desarrollado y defendido el estructuralismo, especialmente en su libro Filosofía de las matemáticas: estructura y ontología.[28]

### Objetos versus asignaciones

En matemáticas, un mapa o mapeo es una función en sentido general; aquí como en la asociación de cualquiera de las cuatro formas coloreadas en X con su color en Y.

Frege hizo una famosa distinción entre funciones y objetos. Según su punto de vista, una función es un tipo de entidad "incompleta" que asigna argumentos a valores y se denota mediante una expresión incompleta, mientras que un objeto es una entidad "completa" y puede denotarse mediante un término singular. Frege redujo las propiedades y relaciones a funciones y por eso estas entidades no se incluyen entre los objetos. Algunos autores utilizan la noción de «objeto» de Frege cuando hablan de objetos abstractos. Pero aunque el sentido de "objeto" de Frege es importante, no es la única manera de utilizar el término. Otros filósofos incluyen propiedades y relaciones entre los objetos abstractos. Y cuando el contexto de fondo para discutir objetos es la teoría de tipos, las propiedades y relaciones de tipo superior (por ejemplo, propiedades de propiedades y propiedades de relaciones) pueden ser todas consideradas "objetos". Este último uso de «objeto» es intercambiable con el de «entidad». Es esta interpretación más amplia a la que se refieren los matemáticos cuando utilizan el término «objeto».